# Guido Menasci
Guido Menasci (Livorno, 24 de març de 1867 - Livorno, 27 de desembre de 1925) va ser un llibretista italià. El seu llibret més famós va ser el de l'òpera Cavalleria rusticana, escrita en col·laboració amb Giovanni Targioni-Tozzetti i amb música del seu amic i compatriota Pietro Mascagni. També va escriure els llibrets de les òperes I Rantzau i Zanetto, igualment de Mascagni i la Regina Diaz de Umberto Giordano.